# Gennady Valeryevich Zhidko
Gennady Valeryevich Zhidko (tiếng Nga: Геннадий Валериевич Жидко; 12 tháng 9 năm 1965 – 16 tháng 8 năm 2023) là một thượng tướng Lực lượng Vũ trang Nga. Zhidko sinh ra ở làng Yangiabad thuộc Uzbek. Năm 1987, ông tốt nghiệp Trường Cao đẳng Sĩ quan Tăng thiết giáp Tashkent. Năm 1997, ông tốt nghiệp Học viện Quân sự Malinovsky. Năm 2007, ông hoàn thành khóa nâng cao tại Học viện Quân sự Bộ Tổng Tham mưu. Ông được phong là Anh hùng Liên bang Nga năm 2017 vì công trạng khi làm tham mưu trưởng lực lượng Nga hoạt động ở Syria. Sau Syria, ông làm Tư lệnh Quân khu Đông và Tổng cục trưởng Tổng cục Quân chính của Lực lượng Vũ trang Nga. Cuối tháng 5 năm 2022, có tin Zhidko được giao phụ trách lực lượng Nga trong cuộc chiến ở Ukraina, tiếp quản vị trí của Đại tướng Aleksandr Vladimirovich Dvornikov.
Ông qua đời tại Moscow vào ngày 16 tháng 8 năm 2023, ở tuổi 57.